# Família Sulamitis
A família Sulamitis é uma pequena família de asteroides localizados no cinturão principal. A família foi nomeada devido ao primeiro asteroide que foi classificado neste grupo, o 752 Sulamitis.

## Os maiores membros desta família
| Nome                | Diâmetro | Semieixo maior | Inclinação orbital | Excentricidade orbital | Ano da descoberta |
| ------------------- | -------- | -------------- | ------------------ | ---------------------- | ----------------- |
| 752 Sulamitis       | 62,77 km | 2,463 UA       | 5,954 °            | 0,074                  | 1913              |
| 10979 Fristephenson | 4 km     | 2,457 UA       | 5,555 °            | 0,082                  | 1973              |